# Lijst van voetbalinterlands Armenië - Slowakije (vrouwen)
Deze lijst van voetbalinterlands is een overzicht van alle officiële voetbalwedstrijden tussen de nationale vrouwenteams van Armenië en Slowakije. De landen hebben tot nu toe twee keer tegen elkaar gespeeld.

## Wedstrijden
| № | Plaats            | Datum             | Competitie           | Wedstrijd           | Uitslag |
| - | ----------------- | ----------------- | -------------------- | ------------------- | ------- |
| 1 | Dubnica nad Váhom | 9 september 2003  | EK 2005 kwalificatie | Slowakije − Armenië | 5 − 0   |
| 2 | Prievidza         | 12 september 2003 | WK 2011 kwalificatie | Slowakije − Armenië | 10 − 0  |

## Samenvatting
| Competitie        | Totaal gespeeld | Winst Armenië | Gelijk | Winst Slowakije | Doelsaldo Armenië – Slowakije |
| ----------------- | --------------- | ------------- | ------ | --------------- | ----------------------------- |
| Vriendschappelijk | 2               | 0             | 0      | 2               | 0 − 15                        |
| Totaal            | 2               | 0             | 0      | 2               | 0 − 15                        |